# Empoasca clematidis
Empoasca clematidis är en insektsart som beskrevs av Mitjaev 1971. Empoasca clematidis ingår i släktet Empoasca och familjen dvärgstritar.
Artens utbredningsområde är Kazakstan. Inga underarter finns listade i Catalogue of Life.